# 田打ち
田打ち（たうち）とは、春や秋にトラクターで田んぼを掘る作業である。地方によっては田起こしなどと言い方が異なる。
昔は、牛や馬を使ってしていたが、現在ではトラクターで行っている。

## 三嶋大社のお田打ち
静岡県の三嶋大社で行われる「お田打ち」（田遊びとも）と呼ばれる豊作を祈願して行われる田楽がある。これは平安時代より伝わる行事で、黒い面をつけた婿の役と、白い仮面をつけた舅の役が演目を行う。
その他、種まきや鳥追い、苗代選びなどの昔の稲作において実際に行われていた行事を再現し、稲作という作業をより信仰的なものとした演目が行われる。こうした演目は、神々の魂が宿っていると信じられた稲の力強い生命力を取り込み、次代へ受け継いでいこうとする祈りが込められたものである。室町時代に入り正式に田楽の形式をとった。この行事は静岡県の無形文化財に指定されている。